# تشاك ويب
تشاك ويب (بالإنجليزية: Chuck Webb)‏ هو لاعب كرة قدم أمريكية أمريكي، ولد في 17 نوفمبر 1969 في توليدو في الولايات المتحدة.

## وصلات خارجية
- تشاك ويب على موقع مرجع كرة القدم المحترفة.كوم (الإنجليزية)